# 본 회의

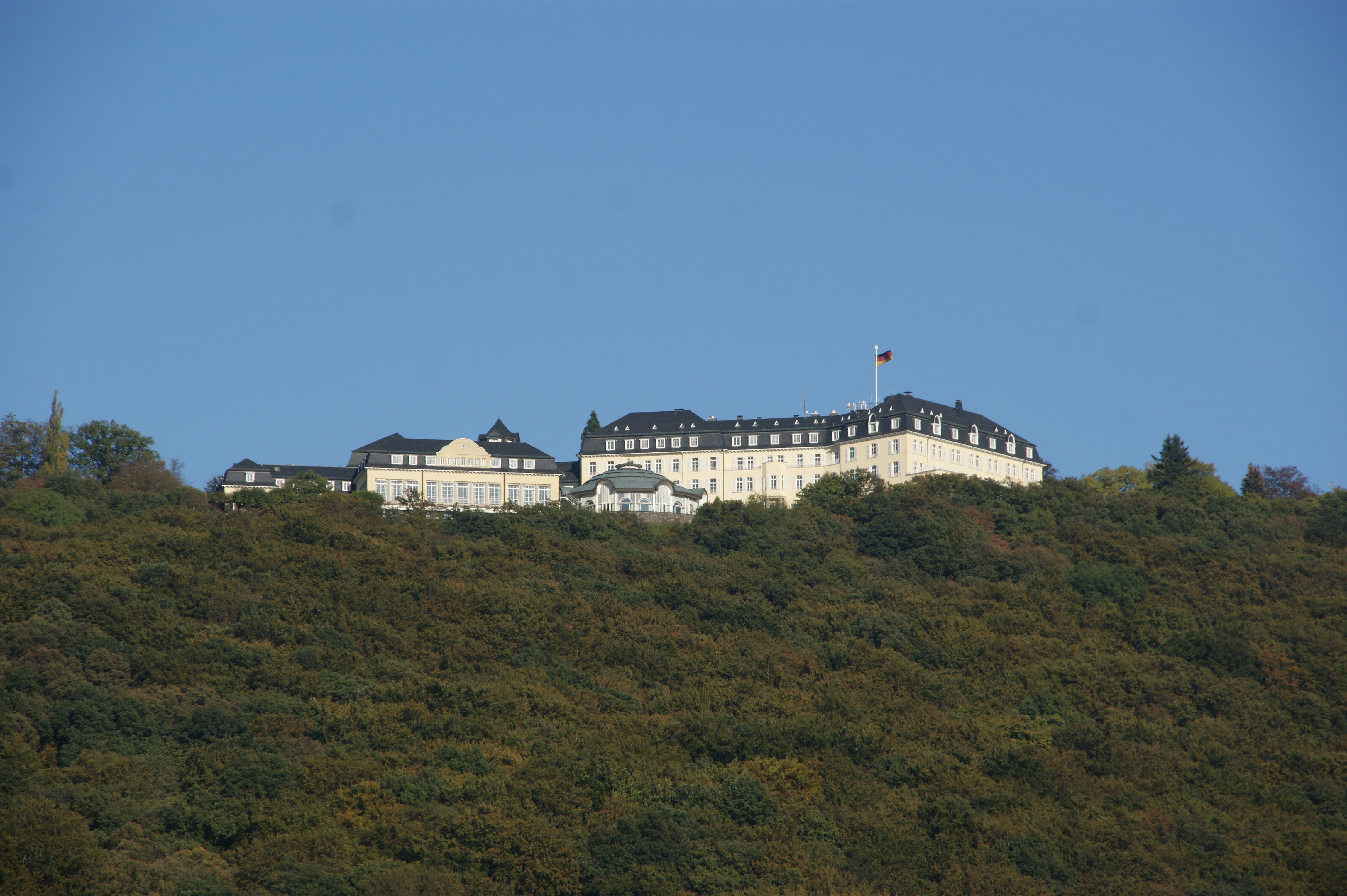
호텔 피터스버그는 2001년 아프가니스탄에 대한 국제회의의 개최지였다.

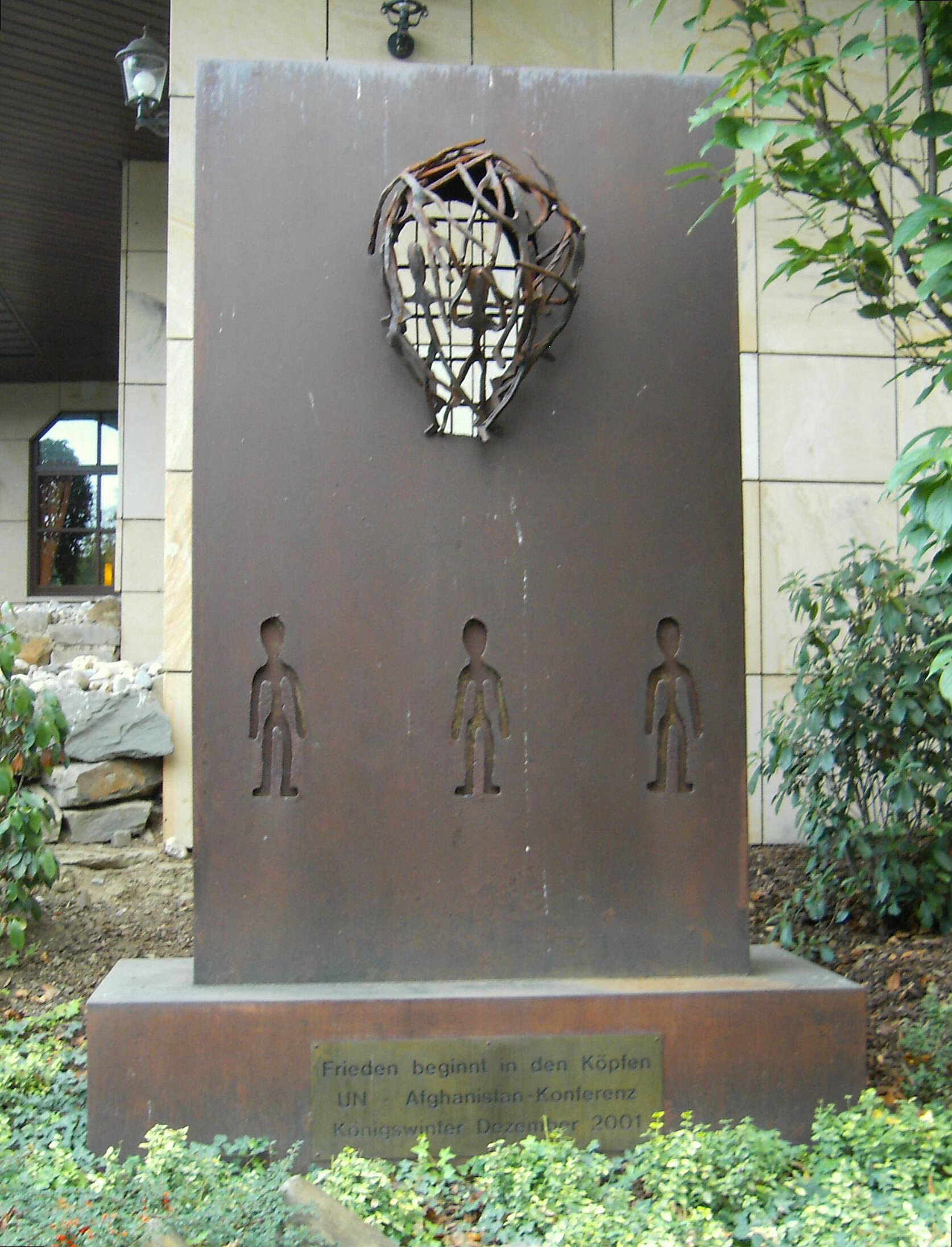
쾨니크스빈테르에 있는 회의 기념비

아프가니스탄 이슬람 토후국이 아프가니스탄에서 축출된 아프가니스탄 전쟁 이후, 2001년 12월 독일 본에서 아프가니스탄의 민주주의에 대한 회담이 개최되었다. 아프가니스탄 임시 행정부의 지도자를 선출하기 위한 이 회의는 본 회의(Bonn Conference)로 잘 알려져 있다.
이 회의에서 하미드 카르자이가 지도자로 선출되었다. 카르자이는 이후 국내 행정부 또는 지방 정부를 이끌 요직에 수많은 반 탈레반 동맹군 지도자들을 선택했다.